# Ángel Ruiz Ayúcar
Ángel Ruiz Ayúcar (Ciudad Rodrigo, 2 de diciembre de 1919-Madrid, 25 de enero de 2010) fue un escritor, periodista y militar español.

## Carrera
Hijo de un notario de su ciudad, ingresó muy joven en la carrera militar para no abandonarla. La otra vocación de su vida fue la escritura, con obras de ficción y periodísticas, en diarios como Pueblo, El Español y El Alcázar, de cuyo equipo editorial llegó a formar parte. Colaboró quincenalmente en el diario La Nación y, posteriormente, en la revista Fuerza Nueva, formando sus artículos en la sección nacional el núcleo ideológico esencial de ambas publicaciones. En gran medida, la línea editorial de las publicaciones de este signo ideológico ha venido marcada por Ruiz Ayúcar.
A los dieciséis años se incorporó como voluntario al Bando Nacional durante la guerra civil española, tras la cual, marchó a Rusia bajo el estandarte de la División Azul con el grado de Alférez provisional que había obtenido en la guerra. En marzo de 1942 retornó a España para ingresar en la Academia General Militar, donde realizó el curso de transformación para convertirse en militar de carrera. Esta se desarrolló en la Guardia Civil, cuerpo en el que ascendería hasta General, tras haber sido Coronel Director de la Agrupación de Tráfico. Murió a los noventa años de edad en su domicilio de Madrid debido a una parada cardíaca el 25 de enero de 2010.

## Obra literaria
Entre sus novelas destacan:
- La sierra en llamas (1953).Primera edición.Segunda edición , editorial Fuerza Nueva 1974, corregida en su estilo por el autor. La acción ilocalizable,transcurre en las serranías de la España central, el protagonista, teniente de la Guardia Civil Manolo Carmena dedicado a la lucha anti guerrillera de los maquis salidos de la Guerra Civil, se infiltra en una Agrupación Guerrillera para proceder a su desarticulación al final de la novela.
- Las dos barajas (1956)
- Para qué (1958)
- El Partido Comunista. 37 años de clandestinidad (1976) es su última obra publicada hasta ahora.

Sus artículos periodísticos en diarios y revistas, están recopilados en los libros Cara al viento y Crónica agitada de ocho años tranquilos. 
- Datos: Q2879674